# Leungo Scotch
Leungo Scotch (* 28. Februar 1996 in Kareng) ist ein botswanischer Sprinter, der sich auf den 400-Meter-Lauf spezialisiert hat. 2019 siegte er über 400 Meter sowie in der 4-mal-400-Meter-Staffel bei den Afrikaspielen in Rabat und 2022 und 2024 wurde er im Staffelbewerb Afrikameister.

## Sportliche Laufbahn
Erste Erfahrungen bei internationalen Meisterschaften sammelte Leungo Scotch 2014 bei den Juniorenweltmeisterschaften in Eugene, bei denen er über 400 Meter mit 47,81 s in der ersten Runde ausschied. Zudem nahm er auch mit der botswanischen 4-mal-100-Meter-Staffel teil, schied aber auch dort mit 40,53 s im Vorlauf aus. Zudem gelangte er mit der 4-mal-400-Meter-Staffel bis in das Finale, wurde dort aber disqualifiziert. Im Jahr darauf erreichte er bei den Juniorenafrikameisterschaften in Addis Abeba im Einzelbewerb über 400 Meter das Finale, wurde dort aber disqualifiziert. Mit der 4-mal-100-Meter-Staffel gewann er in 40,95 s die Silber- und mit der 4-mal-400-Meter-Staffel in 3:11,00 min die Goldmedaille. 2018 erreichte er bei den Afrikameisterschaften in Asaba das Halbfinale und schied dort mit 47,32 s aus. Mit der Staffel kam er zumindest im Vorlauf zum Einsatz; eine Finalteilnahme ist nicht dokumentiert. Im Jahr darauf siegte er bei den Afrikaspielen in Rabat in 45,27 s über 400 Meter wie auch mit der 4-mal-400-Meter-Staffel in 3:02,55 min. Damit qualifizierte er sich auch für die Weltmeisterschaften in Doha, bei denen er bis in das Halbfinale gelangte, in dem er mit 45,00 s ausschied. Zudem wurde er mit der Staffel im Vorlauf disqualifiziert. Bei den World Athletics Relays 2021 im polnischen Chorzów wurde er in 3:04,77 min Dritter mit der 4-mal-400-Meter-Staffel hinter den Niederlanden und Japan. Im August gelangte er bei den Olympischen Spielen in Tokio bis ins Halbfinale über 400 m und schied dort mit 45,56 s aus.
2022 wurde er bei den Afrikameisterschaften in Port Louis in 46,14 s Fünfter über 400 Meter und siegte im Staffelbewerb in 3:04,27 min gemeinsam mit Collen Kebinatshipi, Anthony Pesela und Bayapo Ndori. Anschließend belegte er bei den Weltmeisterschaften in Eugene mit 3:00,14 min im Finale den sechsten Platz mit der Staffel und gewann dann bei den Commonwealth Games in Birmingham in 3:01,85 min gemeinsam mit Zibane Ngozi, Anthony Pesela und Bayapo Ndori die Silbermedaille hinter dem Team aus Trinidad und Tobago. Zudem schied er über 400 Meter mit 47,06 s im Halbfinale aus. Im Jahr darauf schied er bei den Weltmeisterschaften in Budapest mit 45,96 s im Halbfinale über 400 Meter aus und wurde mit der Staffel im Finale disqualifiziert. 2024 kam er bei den Afrikaspielen in Accra im Vorlauf der Mixed-Staffel zum Einsatz und trug damit zum Gewinn der Silbermedaille bei. Zudem gewann er mit der Männerstaffel in 2:59,32 min die Silbermedaille hinter dem sambischen Team. Im Mai siegte er mit der Männerstaffel in 2:59,11 min bei den World Athletics Relays auf den Bahamas und sicherte damit dem Team einen Startplatz bei den Olympischen Spielen in Paris. Kurz darauf wurde er bei der Doha Diamond League in 45,29 s Dritter über 400 Meter. Anschließend siegte er bei den Afrikameisterschaften in Douala in 3:02,23 min mit der Männerstaffel und sicherte sich in der Mixed-Staffel gemeinsam mit Obakeng Kamberuka, Bayapo Ndori und Galefele Moroko die Bronzemedaille hinter den Teams aus Südafrika und Nigeria. Im August schied er bei den Olympischen Sommerspielen in Paris mit 45,16 s im Semifinale über 400 Meter aus.
In den Jahren 2016, 2021 und 2022 wurde Scotch botswanischer Meister in der 4-mal-400-Meter-Staffel sowie 2021 und 2022 über 400 Meter. Zudem wurde er 2023 Landesmeister in der Mixed-Staffel.

## Persönliche Bestzeiten
- 200 Meter: 20,67 s (+0,5 m/s), 19. Mai 2024 in Gaborone
- 400 Meter: 44,54 s, 20. April 2024 in Nairobi